# Antonio Gramsci: i giorni del carcere
Antonio Gramsci: i giorni del carcere är en italiensk dramafilm från 1977 i regi av Lino Del Fra.

## Utmärkelser
Filmen vann Guldleoparden vid Internationella filmfestivalen i Locarno 1977.

## Roller (urval)
- Riccardo Cucciolla – Antonio Gramsci
- Lea Massari – Tania
- Mimsy Farmer – Giulia
- Jacques Herlin – Lo Santo
- Franco Graziosi – Dmitrij Manuilskij
- Luigi Pistilli – Gennaro Gramsci
- John Steiner – Laurin
- Biagio Pelligra – Bruno
- Paolo Bonacelli – Bocchini
- Gianfranco Bullo – Palmiro Togliatti